# Eintracht Frankfurt 1963-1964
Questa voce raccoglie le informazioni riguardanti il Eintracht Frankfurt nelle competizioni ufficiali della stagione 1963-1964.

## Stagione
Nella stagione 1963-1964 l'Eintracht Francoforte, allenato da Paul Oßwald e Ivan Horvat, concluse il campionato di Bundesliga al 3º posto. In Coppa di Germania l'Eintracht Francoforte perse la finale con il Monaco 1860.

## Rosa
| N. |                     | Ruolo | Calciatore             |
| -- | ------------------- | ----- | ---------------------- |
|    | Germania (bandiera) | P     | Karl Eisenhofer        |
|    | Germania (bandiera) | P     | Egon Loy               |
|    | Germania (bandiera) | D     | Hans-Walter Eigenbrodt |
|    | Germania (bandiera) | D     | Willi Herbert          |
|    | Germania (bandiera) | D     | Hermann Höfer          |
|    | Germania (bandiera) | D     | Fritz Kübert           |
|    | Germania (bandiera) | D     | Friedel Lutz           |
|    | Germania (bandiera) | D     | Lothar Schämer         |
|    | Germania (bandiera) | D     | Eberhard Schymik       |
|    | Germania (bandiera) | D     | Richard Weber          |
|    | Germania (bandiera) | D     | Hans Weilbächer        |
|    | Germania (bandiera) | D     | Josef Weilbächer       |

| N. |                     | Ruolo | Calciatore       |
| -- | ------------------- | ----- | ---------------- |
|    | Germania (bandiera) | C     | Jürgen Friedrich |
|    | Germania (bandiera) | C     | Alfred Horn      |
|    | Germania (bandiera) | C     | Helmut Kraus     |
|    | Germania (bandiera) | C     | Ludwig Landerer  |
|    | Germania (bandiera) | C     | Dieter Lindner   |
|    | Germania (bandiera) | C     | Dieter Stinka    |
|    | Austria (bandiera)  | A     | Wilhelm Huberts  |
|    | Germania (bandiera) | A     | Richard Kreß     |
|    | Germania (bandiera) | A     | Wolfgang Solz    |
|    | Germania (bandiera) | A     | Erwin Stein      |
|    | Germania (bandiera) | A     | Horst Trimhold   |

## Organigramma societario
Area tecnica
- Allenatore: Ivan Horvat
- Allenatore in seconda:
- Preparatore dei portieri:
- Preparatori atletici:

## Calciomercato

### Sessione estiva
| Acquisti | Acquisti         | Acquisti                  | Acquisti |
| R.       | Nome             | da                        | Modalità |
| -------- | ---------------- | ------------------------- | -------- |
| A        | Willi Huberts    | Roma                      |          |
| C        | Helmut Kraus     | Schweinfurt 05            |          |
| A        | Horst Trimhold   | Schwarz-Weiß Essen        |          |
| D        | Josef Weilbächer | Eintracht Francoforte U19 |          |

| Cessioni | Cessioni      | Cessioni             | Cessioni |
| R.       | Nome          | a                    | Modalità |
| -------- | ------------- | -------------------- | -------- |
| D        | Peter Büttner | Borussia Fulda       |          |
| A        | Erich Hahn    | Alemannia Aquisgrana |          |
| A        | Dieter Kraft  | Wormatia Worms       |          |

## Risultati

### Bundesliga

#### Girone di andata
| Arbitro: | Malka |

|                    |           |                    |
| Schämer 40’ (rig.) | Marcatori | 38’ (rig.) Neumann |

| Arbitro: | Spiewak |

|                                  |           |              |
| Rahn 6’ Heidemann 43’ Krämer 57’ | Marcatori | 62’ Trimhold |

| Arbitro: | Handwerker |

|                             |           |                             |
| Stein 8’ Huberts 82’ (rig.) | Marcatori | 14’, 77’ Müller 46’ Morlock |

| Arbitro: | Weyland |

|                           |           |  |
| Seeler 3’, 53’ Dörfel 57’ | Marcatori |  |

| Arbitro: | Ott |

|                           |           |  |
| Trimhold 8’ Solz 29’, 87’ | Marcatori |  |

| Arbitro: | Zimmermann |

|                                       |           |  |
| Emmerich 10’ Redder 30’ Konietzka 37’ | Marcatori |  |

| Arbitro: | Fritz |

|                          |           |            |
| Huberts 20’ Trimhold 33’ | Marcatori | 41’ Müller |

| Stoccarda 19 ottobre 1963, ore 15:30 CET 8ª giornata | Stoccarda | 0 – 0 referto | Eintracht Francoforte | Neckarstadion (50 000 spett.)\| Arbitro: \| Niemeyer \| |
| Arbitro:                                             | Niemeyer  |               |                       |                                                         |

| Arbitro: | Schulenburg |

|            |           |                           |
| Faeder 36’ | Marcatori | 53’, 60’ Huberts 85’ Solz |

| Arbitro: | Mathieu |

|                                                   |           |                      |
| Kreß 45’ Solz 55’ Trimhold 58’ Huberts 73’ (rig.) | Marcatori | 7’ Berz 74’ Herrmann |

| Arbitro: | Schörnich |

|                                      |           |           |
| Meyer 5’, 44’, 78’ Schütz 48’ (rig.) | Marcatori | 19’ Stein |

| Arbitro: | Tschenscher |

|                                            |           |                              |
| Kraus 11’ Horn 17’ Stein 57’, 62’ Kreß 72’ | Marcatori | 14’ Kraus 69’ (rig.) Stemmer |

| Arbitro: | Deuschel |

|                                       |           |  |
| Solz 73’ Bockisch 80’ (aut.) Horn 83’ | Marcatori |  |

| Arbitro: | Schmidt |

|  |           |                                |
|  | Marcatori | 4’, 72’, 88’ Solz 30’ Trimhold |

| Arbitro: | Fischer |

|  |           |                                    |
|  | Marcatori | 33’ Geisert 53’ Madl 73’ Kentschke |

#### Girone di ritorno
| Arbitro: | Weyland |

|               |           |           |
| Reitgassl 13’ | Marcatori | 40’ Stein |

| Arbitro: | Schulenburg |

|                       |           |                    |
| Lindner 32’ Stein 82’ | Marcatori | 2’ Krämer 65’ Lotz |

| Arbitro: | Jacobi |

|               |           |  |
| Dachlauer 12’ | Marcatori |  |

| Arbitro: | Mathieu |

|                         |           |                 |
| Huberts 41’ Lindner 83’ | Marcatori | 44’, 54’ Seeler |

| Arbitro: | Treichel |

|  |           |                                  |
|  | Marcatori | 28’ (rig.), 50’ Huberts 35’ Solz |

| Arbitro: | Regely |

|                      |           |                       |
| Huberts 26’ Solz 72’ | Marcatori | 70’ (aut.) Eigenbrodt |

| Arbitro: | Lutz |

|              |           |             |
| Benthaus 12’ | Marcatori | 81’ Huberts |

| Arbitro: | Reil |

|                           |           |                       |
| Schämer 21’, 38’ Horn 49’ | Marcatori | 24’ Eisele 85’ Höller |

| Arbitro: | Gusenburger |

|                                           |           |  |
| Rühl 49’ (aut.) Huberts 56’, 64’ Solz 84’ | Marcatori |  |

| Arbitro: | Ott |

|             |           |                         |
| Karnhof 89’ | Marcatori | 48’ Schämer 81’ Huberts |

| Arbitro: | Thier |

|                                                     |           |  |
| Huberts 4’, 55’, 86’ (rig.), 87’ Stein 8’, 54’, 66’ | Marcatori |  |

| Arbitro: | Handwerker |

|             |           |           |
| Grosser 53’ | Marcatori | 50’ Kraus |

| Arbitro: | Ott |

|           |           |                            |
| Lulka 26’ | Marcatori | 13’, 87’ Solz 38’ Trimhold |

| Arbitro: | Weyland |

|                        |           |              |
| Solz 7’ Kraus 42’, 43’ | Marcatori | 35’ Krafczyk |

| Arbitro: | Niemeyer |

|          |           |                         |
| Kahn 86’ | Marcatori | 40’ Schämer 78’ Huberts |

### Coppa di Germania
| Arbitro: | Epping |

|  |           |                         |
|  | Marcatori | 36’ Huberts 63’ Schämer |

| Arbitro: | Jacobi |

|                                                        |           |            |
| Kraus 9’ Huberts 15’ Solz 58’, 61’, 83’ Eigenbrodt 89’ | Marcatori | 74’ Burjan |

| Arbitro: | Regely |

|                  |           |              |
| Huberts 44’, 78’ | Marcatori | 77’ Gerhardt |

| Arbitro: | Fritz |

|                                     |           |                     |
| Trimhold 44’ Stinka 56’ Schämer 77’ | Marcatori | 73’ (rig.) Rehhagel |

| Arbitro: | Malka |

|                              |           |  |
| Kohlars 43’ Brunnenmeier 63’ | Marcatori |  |

## Statistiche

### Statistiche di squadra
| Competizione      | Punti | In casa | In casa | In casa | In casa | In casa | In casa | In trasferta | In trasferta | In trasferta | In trasferta | In trasferta | In trasferta | Totale | Totale | Totale | Totale | Totale | Totale | DR  |
| Competizione      | Punti | G       | V       | N       | P       | Gf      | Gs      | G            | V            | N            | P            | Gf           | Gs           | G      | V      | N      | P      | Gf     | Gs     | DR  |
| ----------------- | ----- | ------- | ------- | ------- | ------- | ------- | ------- | ------------ | ------------ | ------------ | ------------ | ------------ | ------------ | ------ | ------ | ------ | ------ | ------ | ------ | --- |
| Bundesliga        | 39    | 15      | 10      | 3       | 2       | 43      | 20      | 15           | 6            | 4            | 5            | 22           | 21           | 30     | 16     | 7      | 7      | 65     | 41     | +24 |
| Coppa di Germania | -     | 3       | 3       | 0       | 0       | 11      | 3       | 2            | 1            | 0            | 1            | 2            | 2            | 5      | 4      | 0      | 1      | 13     | 5      | +8  |
| Totale            | 39    | 18      | 13      | 3       | 2       | 54      | 23      | 17           | 7            | 4            | 6            | 24           | 23           | 35     | 20     | 7      | 8      | 78     | 46     | +32 |

### Andamento in campionato
| Giornata  | 1  | 2  | 3  | 4  | 5  | 6  | 7  | 8  | 9  | 10 | 11 | 12 | 13 | 14 | 15 | 16 | 17 | 18 | 19 | 20 | 21 | 22 | 23 | 24 | 25 | 26 | 27 | 28 | 29 | 30 |
| --------- | -- | -- | -- | -- | -- | -- | -- | -- | -- | -- | -- | -- | -- | -- | -- | -- | -- | -- | -- | -- | -- | -- | -- | -- | -- | -- | -- | -- | -- | -- |
| Luogo     | C  | T  | C  | T  | C  | T  | C  | T  | T  | C  | T  | C  | C  | T  | C  | T  | C  | T  | C  | T  | C  | T  | C  | C  | T  | C  | T  | T  | C  | T  |
| Risultato | N  | P  | P  | P  | V  | P  | V  | N  | V  | V  | P  | V  | V  | V  | P  | N  | N  | P  | N  | V  | V  | N  | V  | V  | V  | V  | N  | V  | V  | V  |
| Posizione | 12 | 14 | 15 | 15 | 14 | 14 | 13 | 13 | 13 | 11 | 11 | 11 | 8  | 7  | 9  | 9  | 8  | 10 | 10 | 9  | 7  | 7  | 7  | 5  | 4  | 4  | 4  | 3  | 3  | 3  |

Legenda:

Luogo: C = Casa; T = Trasferta. Risultato: V = Vittoria; N = Pareggio; P = Sconfitta.

### Statistiche dei giocatori
| Giocatore     | Bundesliga | Bundesliga | Bundesliga  | Bundesliga | Coppa di Germania | Coppa di Germania | Coppa di Germania | Coppa di Germania | Totale   | Totale | Totale      | Totale     |
| Giocatore     | Presenze   | Reti       | Ammonizioni | Espulsioni | Presenze          | Reti              | Ammonizioni       | Espulsioni        | Presenze | Reti   | Ammonizioni | Espulsioni |
| ------------- | ---------- | ---------- | ----------- | ---------- | ----------------- | ----------------- | ----------------- | ----------------- | -------- | ------ | ----------- | ---------- |
| H. Eigenbrodt | 15         | 0          | 0           | 0          | 2                 | 1                 | 0                 | 0                 | 17       | 1      | 0           | 0          |
| K. Eisenhofer | 2          | 0          | 0           | 0          | 1                 | 0                 | 0                 | 0                 | 3        | 0      | 0           | 0          |
| J. Friedrich  | 2          | 0          | 0           | 0          | 0                 | 0                 | 0                 | 0                 | 2        | 0      | 0           | 0          |
| W. Herbert    | 6          | 0          | 0           | 0          | 0                 | 0                 | 0                 | 0                 | 6        | 0      | 0           | 0          |
| A. Horn       | 20         | 3          | 0           | 0          | 1                 | 0                 | 0                 | 0                 | 21       | 3      | 0           | 0          |
| W. Huberts    | 29         | 18         | 0           | 0          | 5                 | 4                 | 0                 | 0                 | 34       | 22     | 0           | 0          |
| H. Höfer      | 29         | 0          | 0           | 0          | 5                 | 0                 | 0                 | 0                 | 34       | 0      | 0           | 0          |
| H. Kraus      | 15         | 4          | 0           | 0          | 4                 | 1                 | 0                 | 0                 | 19       | 5      | 0           | 0          |
| R. Kreß       | 17         | 2          | 0           | 0          | 0                 | 0                 | 0                 | 0                 | 17       | 2      | 0           | 0          |
| F. Kübert     | 0          | 0          | 0           | 0          | 0                 | 0                 | 0                 | 0                 | 0        | 0      | 0           | 0          |
| L. Landerer   | 13         | 0          | 0           | 0          | 4                 | 0                 | 0                 | 0                 | 17       | 0      | 0           | 0          |
| D. Lindner    | 29         | 2          | 0           | 0          | 5                 | 0                 | 0                 | 0                 | 34       | 2      | 0           | 0          |
| E. Loy        | 28         | 0          | 0           | 0          | 4                 | 0                 | 0                 | 0                 | 32       | 0      | 0           | 0          |
| F. Lutz       | 21         | 0          | 0           | 0          | 3                 | 0                 | 0                 | 0                 | 24       | 0      | 0           | 0          |
| E. Schymik    | 0          | 0          | 0           | 0          | 1                 | 0                 | 0                 | 0                 | 1        | 0      | 0           | 0          |
| L. Schämer    | 14         | 5          | 0           | 0          | 5                 | 2                 | 0                 | 0                 | 19       | 7      | 0           | 0          |
| W. Solz       | 27         | 14         | 0           | 0          | 2                 | 3                 | 0                 | 0                 | 29       | 17     | 0           | 0          |
| E. Stein      | 19         | 9          | 0           | 0          | 3                 | 0                 | 0                 | 0                 | 22       | 9      | 0           | 0          |
| D. Stinka     | 14         | 0          | 0           | 0          | 4                 | 1                 | 0                 | 0                 | 18       | 1      | 0           | 0          |
| H. Trimhold   | 24         | 6          | 0           | 0          | 5                 | 1                 | 0                 | 0                 | 29       | 7      | 0           | 0          |
| R. Weber      | 4          | 0          | 0           | 0          | 1                 | 0                 | 0                 | 0                 | 5        | 0      | 0           | 0          |
| H. Weilbächer | 0          | 0          | 0           | 0          | 0                 | 0                 | 0                 | 0                 | 0        | 0      | 0           | 0          |
| J. Weilbächer | 2          | 0          | 0           | 0          | 0                 | 0                 | 0                 | 0                 | 2        | 0      | 0           | 0          |